# Twenger Talpass
Der Twenger Talpass (auch als Tauern Wacht bezeichnet) ist ein 1381 m ü. A. hoher Talpass im Westen der Radstädter Tauern. Er liegt im Lungauer Taurachtal zwischen Mauterndorf und Obertauern im Bundesland Salzburg von Österreich.

## Geschichte

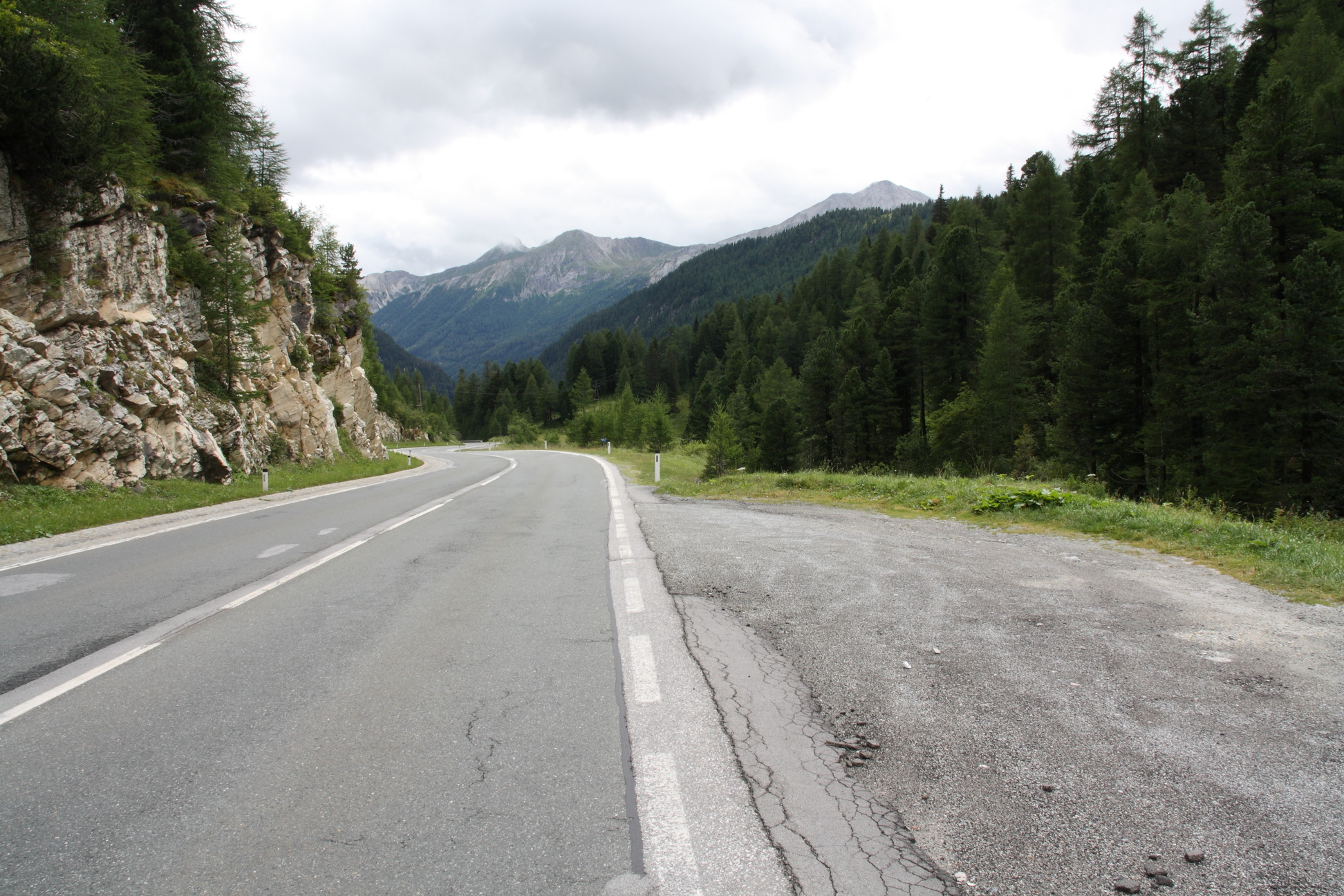
Südrampe des Radstädter Tauernpasses

Eine erste Befestigungsanlage wird hier 1258 urkundlich erwähnt. Damals kam es zu einem Krieg zwischen Erzbischof Ulrich und dem Elekt Philipp von Spanheim, während dessen Erzbischof Ulrich am Tauern von holzwerk ein fest hus errichten ließ. Allerdings wurde diese Anlage von den Kärntner Angreifern überrannt. Deswegen dürfte noch im 13. Jahrhundert die hölzerne Feste durch einen Steinbau ersetzt worden sein.
Eine weitere Bedeutung hatte die Anlage während des Ungarischen Krieges (1479–1490). Damals plünderte ein habsburgisch-kaiserliches Heer Mauterndorf und den Lungau, nahm aber nicht den Weg über die Tauern nach Salzburg. Danach war dies nur mehr eine innersalzburgische Befestigung ohne größere Bedeutung. Sie wurde deshalb dem Verfall preisgegeben. An der bergwärtigen Straßenseite wurde aber ein Blockhaus errichtet, das die Funktion einer Maut- und Zollstelle erfüllte. Aber auch für die Wegmacher diente dieses Blockhaus als Stützpunkt, denn diese mussten schnell zur Stelle sein, um Menschen, Tiere und Fahrzeuge beim Abgang einer Lawine aus den Schneemassen zu befreien.
Während des ersten Eindringens der Franzosen konnten hier im Jahre 1797 feindliche Soldaten von Bauern und Knappen abgewehrt werden. Man riss die einstige Holzbrücke ab und ließ auf die Feinde vorbereitete Steinlawinen stürzen. 1826 wurde hier eine neue Steinbrücke errichtet.
Beide Anlagen sind heute durch den Straßenausbau fast vollständig verschwunden. Bevor die Katschtal-Bundesstraße erbaut wurde, wurde aber nochmals eine Bestandsaufnahme durchgeführt. Diese erbrachte drei von einem niedrigen Wall umgebene Türme, deren Mauerkronen 40 m über dem alten Straßenniveau standen. Die Mauern waren noch 2,5 m aufrecht; die Außenlichten der Türme betrug 11,2 × 11,2 m, die Innenlichte 6 × 6 m. Eine noch bestehende quadratische Wehranlage liegt auf einem Geländesporn unterhalb des alten Straßenzuges. Diese dürfte der vierte Turm gewesen sein, der sich verteidigungstechnisch gegen den Lungau richtete.